# Doddridge megye
Doddridge megye az Amerikai Egyesült Államokban, azon belül Nyugat-Virginia államban található. Megyeszékhelye és legnagyobb városa West Union. Lakosainak száma 7808 fő (2020. április 1.). Doddridge megye Wetzel, Harrison, Lewis, Gilmer, Ritchie és Tyler megyékkel határos.

## Népesség
A megye népességének változása:
| Lakosok száma | 8200 | 8187 | 8208 | 8344 | 8176 | 7808 |
|               | 2010 | 2011 | 2012 | 2013 | 2015 | 2020 |